# Hjallese
Hjallese er en bydel i det sydlige Odense. Indtil Kommunalreformen i 1970 lå Hjallese i Hjallese Sogn, Odense Herred (Odense Amt). I Hjallese Sogn ligger Hjallese Kirke. Hjallese har cirka 3300 indbyggere. Hjallese ligger cirka 5 km fra nabobydelen Højby.

## Historie

### Landsbyen
Den første omtale af Hielløse stammer fra 1180'erne i forbindelse med at en kirke i Hjallese blev overdraget til benediktinernonnerne på Dalum Kloster. Kirken blev derefter klosterkirke, men blev brugt som sognekirke af Hunderup 1532-1571. Under Grevens Fejde blev Christian 3. i juli 1534 hyldet af den fynske adel i Hjallese Kirke, efter Odenses borgere havde nægtet ham adgang til byen. I forbindelse med Reformationen blev kirken sognekirke. Kronen gav i 1576 Jørgen Marsvin tilladelse til kirkens nedrivelse, og materialerne blev brugt til at opføre Hollufgård.
I 1682 bestod Hjallese landsby af 21 gårde, 3 huse med jord og 2 huse uden jord. Det samlede dyrkede areal udgjorde 846,2 tønder land skyldsat til 207,69 tønder hartkorn. Dyrkningsformen var trevangsbrug.
På kirkens plads opførtes senere en rytterskole.
Hjalleseområdet blev herefter lagt under Dalum Sogn.

### Stationsby og forstad
Omkring 1900 havde Hjallese dobbeltskole, andelsmejeri og jernbaneholdeplads.
I Dalum blev i 1875 oprettet Dalum Papirfabrik, men trods nærheden fik Hjallese i begyndelsen kun ringe andel i den dertil knyttede byudvikling. Hjallese by havde i 1906 294 indbyggere, i 1911 370 indbyggere, i 1916 597 indbyggere, i 1921 1.089 indbyggere og i 1925 1.106 indbyggere. I stedet blev det Fruens Bøge, der i første omgang udviklede sig, og i 1925 havde 2.985 indbyggere. Samlet havde Dalum kommune i 1925 5.054 indbyggere. Dette voksede til 5.317 indbyggere i 1930, 5.814 indbyggere i 1935, 5.905 indbyggere i 1940, 6.186 indbyggere i 1945, 7.464 indbyggere i 1950, 8.719 indbyggere i 1955 og 11.093 indbyggere i 1960. Endnu i 1925 talte de tre bysamfund i kommunen, Fruens Bøge villakvarter, Dalum Fabriksby og Hjallese by, kun 92,7% af kommunens indbyggere, men fra 1930 blev hele kommunen regnet som forstad til Odense.
Dalum Sogn blev i 1909 selvstændig kommune.

### Efter kommunalreformen i 1970
Ved kommunalreformen i 1970 blev Dalum Kommune sammenlagt med Odense Købstadsommune.
Siden indlemmelsen i Odense er Hjalleseområdet blevet kraftigt udbygget med et stigende befolkningstal til følge, og området er i dag sammenvokset med Odense M. I 1984 blev et nyt Hjallese Sogn oprettet og udskilt fra Dalum Sogn, efter en ny kirke i Hjallese var blevet færdig året før.

## Hjallese i dag
Hjallese er hjemsted for Dalum Landbrugsskole, Kold College, Christmas Møller Kollegiet og Kaj Munk Kollegiet. Bydelen har desuden store områder med række- og parcelhuse. Omkring år 2000 åbnede Forskerparken, som nu er del af Syddanske Forskerparker. I 2009 etablerede Coop Danmark et centrallager for non-foodprodukter på Roulunds Fabrikkers tidligere område umiddelbart nord for motorvejen. Det nye Odense Universitetshospital opføres i den sydøstlige del af Hjallese i tilknytning til Syddansk Universitet.
Motorvej E20 går gennem sognet, og frakørslerne 51 (Odense S) og 50 (Hjallese) betjener området, mens Hjallesevej forbinder sognet med Odense Centrum og Odense M. Hjallese Station er trinbræt på Svendborgbanen, og bliver en af endestationerne på Odense Letbane.
Hjallese har lagt navn til Hjallese Provsti i Fyens Stift. Provstiet blev oprettet i 1970 og består af 25 sogne og 17 pastorater beliggende i de områder, som i 1970 blev indlemmet i Odense Kommune. Provstiet omslutter dermed Odense Domprovsti som dækker det område, der udgjorde Odense Kommune før kommunalreformen i 1970. Valgmæssigt hører Hjallese til Odense Sydkredsen (Odense 3. Kreds) og Fyns Storkreds.
Hjallese ligger i postnummer 5260 Odense S (tidligere 5260 Hjallese) og afgrænses mod nord af Hunderup og Munkebjerg, mod øst af Syddansk Universitet (alle postnummer 5230 Odense M), mod vest af Dalum, Den Fynske Landsby og Fruens Bøge, mod sydvest af Sankt Klemens (alle postnummer 5250 Odense SV) og mod sydøst af Lindved og Højby (begge postnummer 5260 Odense S). Odense Teknikum og H.C. Ørstedskollegiet er beliggende umiddelbart nord for Hjallese Sogn.